# Obsjtina Kritjim
obsjtina Kritjim (bulgariska: Община Кричим) är en kommun i Bulgarien.   Den ligger i regionen Plovdiv, i den centrala delen av landet, 120 km sydost om huvudstaden Sofia. Antalet invånare är 9 513. Arean är 55 kvadratkilometer.
Terrängen i obsjtina Kritjim är kuperad åt nordost, men åt sydväst är den bergig.
Följande samhällen finns i obsjtina Kritjim:
- Kritjim

I omgivningarna runt obsjtina Kritjim växer i huvudsak blandskog. Runt obsjtina Kritjim är det ganska glesbefolkat, med 50 invånare per kvadratkilometer.